# 皇家六翼天使勋章
皇家六翼天使勋章（瑞典語：Kungliga Serafimerorden，又译塞拉芬皇家骑士勋章，熾天使騎士團勛章）是瑞典国王弗雷德里克一世创建于1748年2月23日的皇家骑士勋章，同时创设的还有剑勋章和北极星勋章。1975年瑞典勋章规则重新制定后，这一勋章被定为仅向外国国家元首和王室成员颁发。这一勋章同时给予获得者骑士称号，该勋章是瑞典最高等级的勋章。